# Свиное жаркое

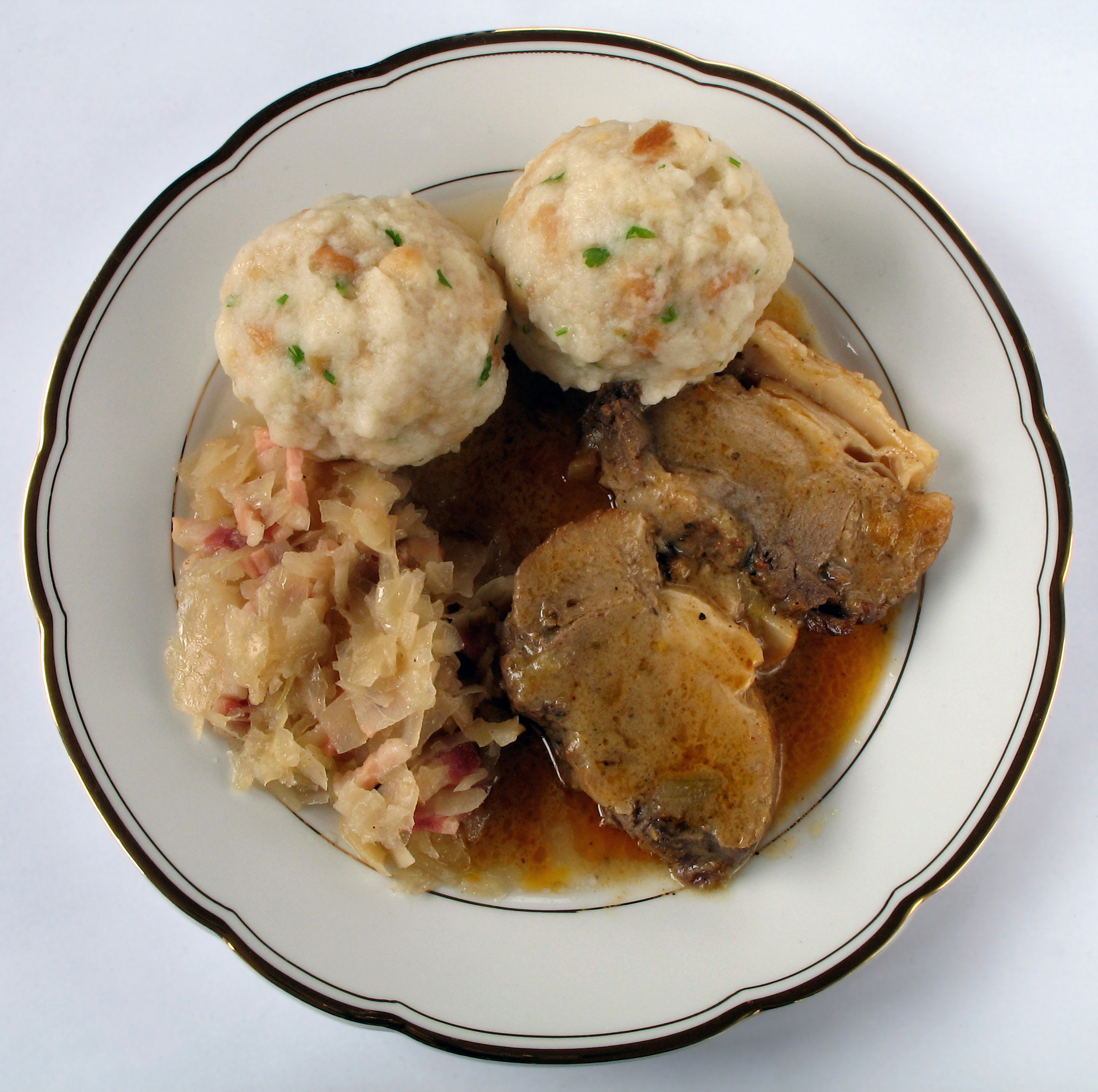
Свиное жаркое с хлебными клёцками и квашеной капустой

Свиное жаркое (шва́йнсбратен, шва́йнебратен; нем. Schweinsbraten, Schweinebraten) — типичное мясное блюдо европейской кухни, представляющее собой куски обжаренной и затем тушёной свинины, обычно это шея, корейка, лопатка и окорок. Существует множество региональных рецептов приготовления свиного жаркого в Баварии, Австрии, Чехии и Силезии. В Баварии свиное жаркое входит в стандартное ресторанное меню, его традиционно гарнируют картофельными клёцками и тушёной краснокочанной капустой, из напитков к блюду обычно выбирают пшеничное пиво. В Австрии свиное жаркое по традиции готовят в воскресенье и на праздники. Свиное жаркое стало доступным блюдом немецкой бюргерской кухни лишь в XIX веке, в Средневековье и Новое время считалось дорогим блюдом, преимущественно праздничным к столу князей и королей.
Из пряностей для свиного жаркого обычно подходят тмин, кориандр, майоран и чеснок. Свинину часто тушат вместе с различными овощами: морковью, корнями сельдерея и петрушки и репчатым луком. В баварском рецепте свиного жаркого для получения соуса при тушении добавляют мясной бульон и тёмное пиво, а подают с хлебными или картофельными клёцками и капустным салатом — как горячее и с хреном и хлебом — в качестве холодной закуски. В австрийском рецепте свиное жаркое жарят с перцем, тмином и чесноком до хрустящей корочки и также подают с квашеной капустой и хлебными или картофельными клёцками. В Чехии свиное жаркое, сервированное с кнедликами и капустой, считается национальным блюдом. В Силезии свинину для жаркого предварительно вымачивают три-четыре дня в маринаде с чесноком, луком, перцем и лавровым листом.
В романе «Наши за границей» Н. А. Лейкина путешествующая по Германии купеческая чета пытается заказать в буфете на железнодорожном вокзале в Кёнигсберге поросёнка под хреном, но с трудом объясняется с официантом: «Ребёночка от швейн хабензи?» Кельнер переспрашивает: «Швейнбратен?», но купец отказывается: «Да не брата нам надо, а дитю от швейн».